# Horace Darwin
Pour les articles homonymes, voir Darwin.
Horace Darwin (13 mai 1851 – 29 septembre 1928), un des fils du naturaliste anglais Charles Darwin et de sa femme Emma, est un ingénieur du génie civil.

## Biographie
Darwin est né à Down House en 1851, 5e fils et 9e enfant de Charles et Emma Darwin, le plus jeune des sept enfants qui survécurent jusqu'à l'âge adulte.
Il fonde la Cambridge Scientific Instrument Company (en) en 1885 et est le maire de Cambridge entre 1896 et 1897. Il est membre du Trinity College, et est élu Fellow de la Royal Society en 1903. Il est nommé chevalier en 1918.
Darwin se marie avec Emma Cecilia "Ida" Farrer (1854–1946), fille de Thomas Farrer (en) en janvier 1880, et ils ont 1 fils et 2 filles :
- Erasmus Darwin IV (en) (7 décembre 1881 - 24 avril 1915), qui est tué lors de la deuxième bataille d'Ypres durant la Première Guerre mondiale[1].
- Ruth Frances Darwin (1883-1972), qui se marie avec le Dr William Rees-Thomas, est une avocate renommée de l'eugénisme.
- Emma Nora Darwin (puis Emma Nora Barlow) (1885-1989) qui publie l'édition de 1956 de The Autobiography of Charles Darwin et se marie avec Alan Barlow.

Sa maison familiale, "the Orchard", à Huntingdon Road, Cambridge, est maintenant un collège de l'Université de Cambridge, le New Hall.